# Saint-Christophe (Tarn)
Saint-Christophe (okzitanisch Sant Cristòfol) ist eine französische Gemeinde mit 131 Einwohnern (Stand 1. Januar 2022) im Département Tarn in der Region Okzitanien (vor 2016 Midi-Pyrénées). Sie gehört zum Arrondissement Albi und zum Kanton Carmaux-2 Vallée du Cérou. 

## Geographie

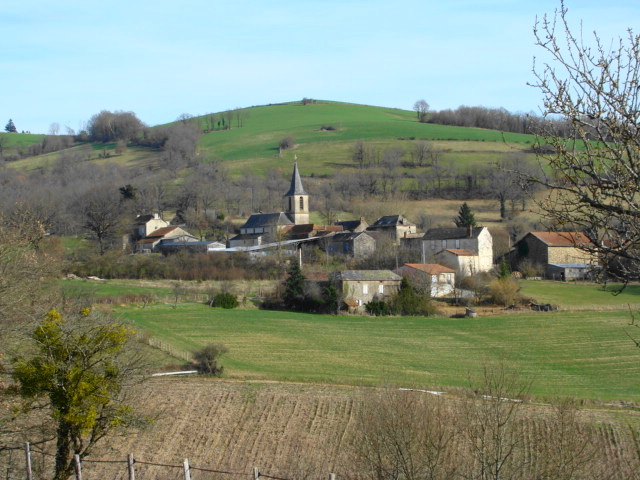
Blick auf Saint-Christophe

Saint-Christophe liegt rund 30 Kilometer nordnordwestlich von Albi. An der nordwestlichen Gemeindegrenze verläuft der Fluss Viaur, im Süden und Südwesten sein Zufluss Candour. Umgeben wird Saint-Christophe von den Nachbargemeinden Saint-André-de-Najac im Norden, Montirat im Osten, Le Ségur im Süden und Südosten, Laparrouquial im Süden sowie Saint-Martin-Laguépie im Westen und Südwesten.

## Bevölkerungsentwicklung
| Jahr                      | 1962 | 1968 | 1975 | 1982 | 1990 | 1999 | 2006 | 2013 |
| Einwohner                 | 196  | 169  | 165  | 133  | 107  | 123  | 126  | 135  |
| Quelle: Cassini und INSEE |      |      |      |      |      |      |      |      |

## Sehenswürdigkeiten

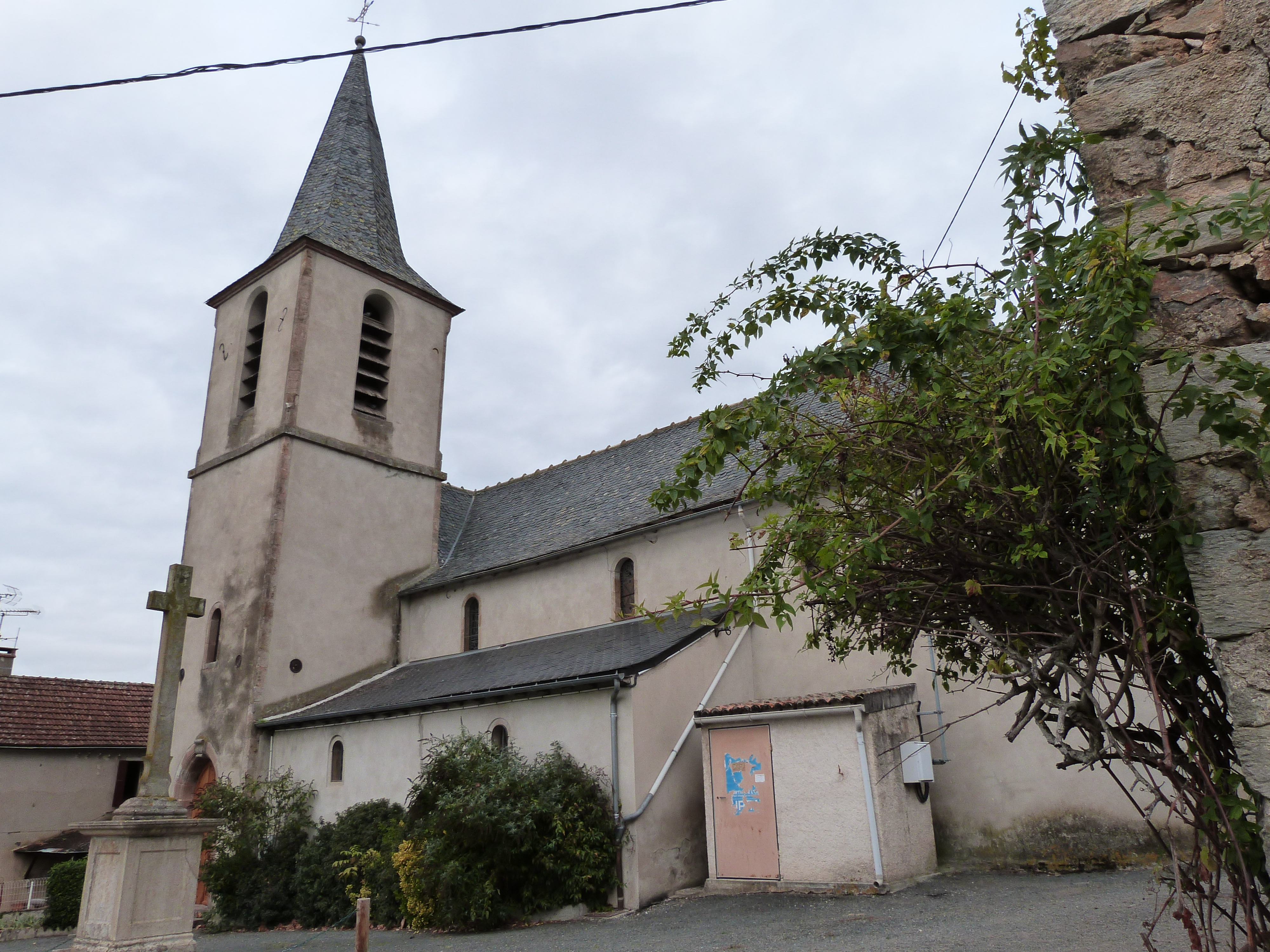
Kirche Saint-Christophe
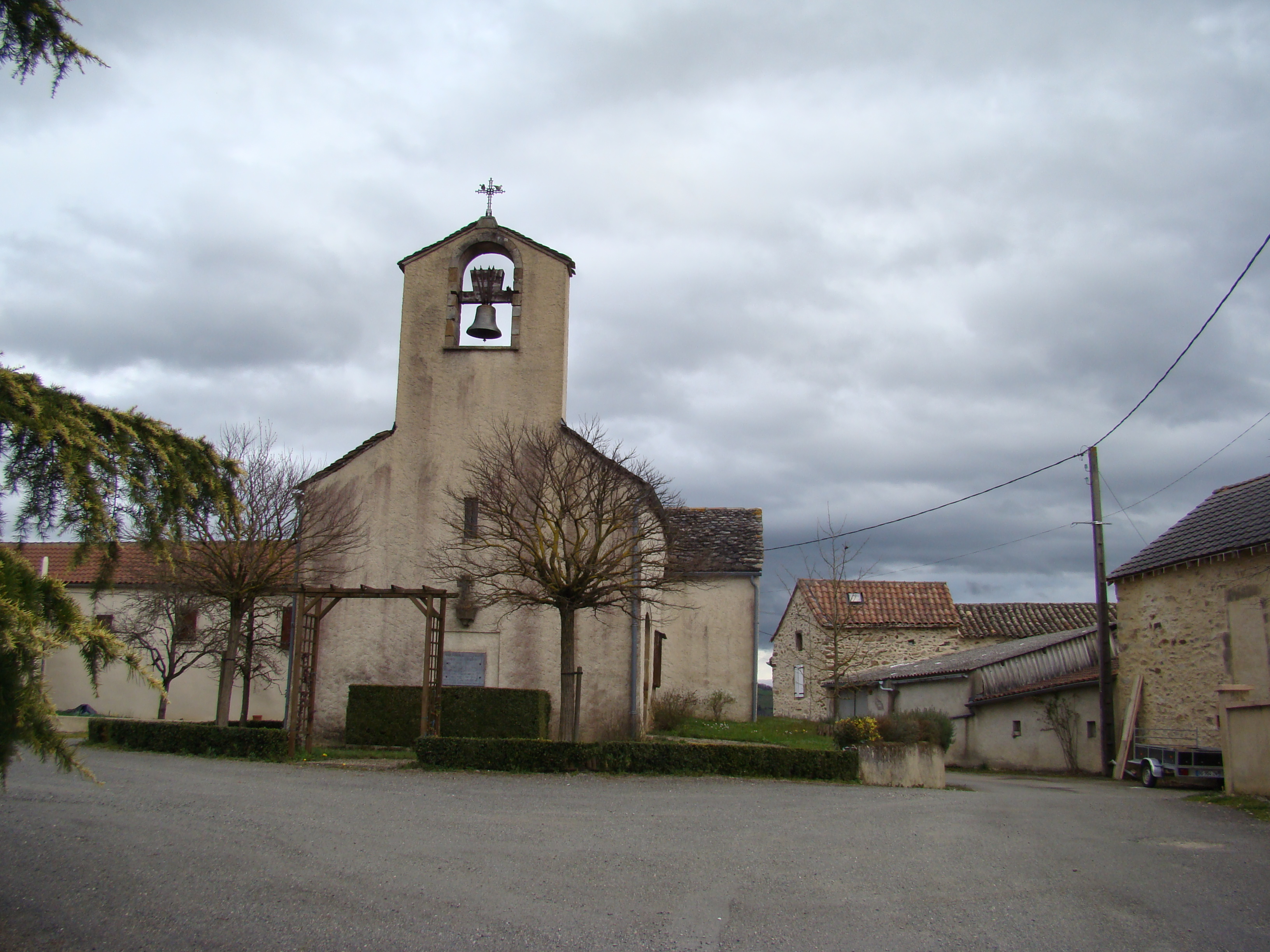
Kirche von Narthaux

- Kirche Saint-Christophe
- Kirche von Narthoux